# Liste der Stolpersteine in Zehdenick

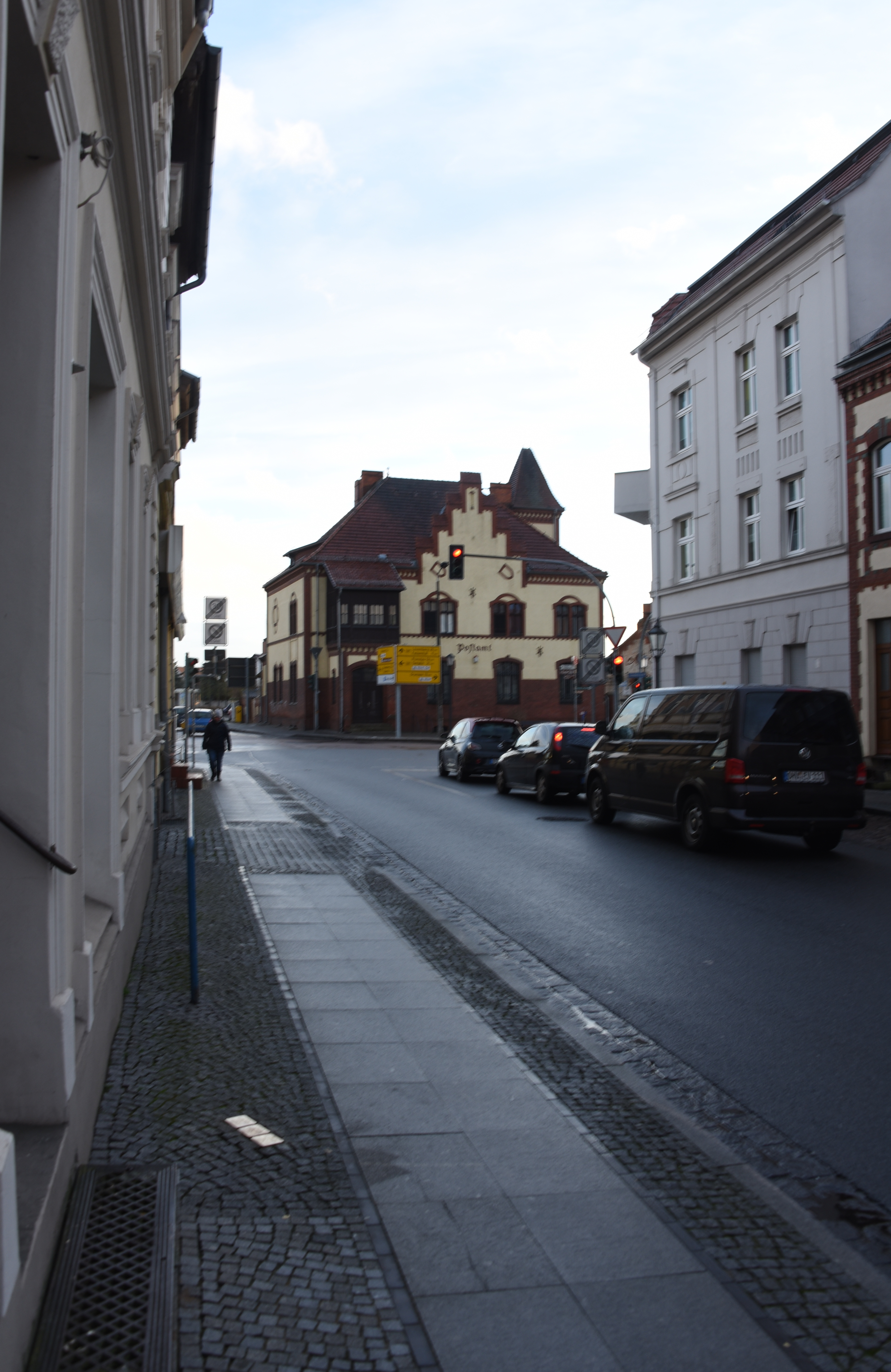
Stolpersteine in Zehdenick

In der Liste der Stolpersteine in Zehdenick werden die vorhandenen Gedenksteine aufgeführt, die im Rahmen des Projektes Stolpersteine des Künstlers Gunter Demnig bisher in Zehdenick verlegt worden sind. Sie sind Opfern des Nationalsozialismus gewidmet, all jenen, die vom NS-Regime drangsaliert, deportiert, ermordet, in die Emigration oder in den Suizid getrieben wurden. Demnig verlegt für jedes Opfer einen eigenen Stein, im Regelfall vor dem letzten selbst gewählten Wohnsitz.
Die ersten Stolpersteine in Zehdenick wurden am 30. September 2006 verlegt.

## Verlegte Stolpersteine
| Stolperstein | Inschrift | Verlegeort                    | Name, Leben |
| ------------ | --- | ----------------------------- | --- |
|              | HIER WOHNTE MINNA COHN GEB. FEDERMANN JG. 1859 DEPORTIERT 1943 THERESIENSTADT ERMORDET 21.4.1943                                            | Berliner Straße 8 (Standort)  | Minna Cohn geb. Federmann wurde am 14. Juni 1859 in Zehdenick geboren.                                                                       |
|              | HIER WOHNTE CLARA HIRSCHFELD JG. 1866 ZWANGSUMGESIEDELT POTSDAM-BABELSBERG JÜDISCHES ALTERSHEIM DEPORTIERT 1942 THERESIENSTADT TOT 5.2.1943 | Berliner Straße 53 (Standort) | Clara Hirschfeld wurde am 8. August 1866 in Zehdenick geboren.                                                                               |
|              | HIER WOHNTE JENNY HIRSCHFELD JG. 1864 ZWANGSUMGESIEDELT POTSDAM-BABELSBERG JÜDISCHES ALTERSHEIM TOT 24.9.1940                               | Berliner Straße 53 (Standort) | Jenny Hirschfeld |
|              | HIER WOHNTE ROSA HIRSCHFELD JG. 1871 ZWANGSUMGESIEDELT POTSDAM-BABELSBERG JÜDISCHES ALTERSHEIM TOT 29.6.1941                                | Berliner Straße 53 (Standort) | Rosa Hirschfeld |
|              | HIER WOHNTE GERTRUD MARKUSE GEB. ZÖLLNER JG. 1904 DEPORTIERT 1943 AUSCHWITZ ERMORDET 1.3.1943                                               | Bahnhofstraße 40 (Standort)   | Gertrud Markuse wurde am 12. März 1904 in Zehdenick geboren.                                                                                 |
|              | HIER WOHNTE KURT MARKUSE JG. 1855 DEPORTIERT 1943 AUSCHWITZ ERMORDET 2.3.1943                                                               | Bahnhofstraße 40 (Standort)   | Kurt Markuse wurde am 13. Oktober 1895 in Kurtschow geboren. Abweichend zur Inschrift auf dem Stein wurde Kurt Markuse im Jahr 1895 geboren. |
|              | HIER WOHNTE IRMA MOSES GEB. HIRSCH JG. 1892 DEPORTIERT 1943 AUSCHWITZ ERMORDET 1.3.1943                                                     | Berliner Straße 38 (Standort) | Irma Moses wurde am 21. Januar 1892 in Prenzlau geboren.                                                                                     |
|              | HIER WOHNTE PAUL MOSES JG. 1880 DEPORTIERT 1943 AUSCHWITZ ERMORDET MÄRZ 1943                                                                | Berliner Straße 38 (Standort) | Paul Moses wurde am 29. Juni 1880 in Arnswalde geboren.                                                                                      |
|              | HIER WOHNTE HERTHA ZÖLLNER JG. 1908 DEPORTIERT 1943 AUSCHWITZ ERMORDET 19.2.1943                                                            | Bahnhofstraße 40 (Standort)   | Hertha Zöllner wurde am 13. November 1908 in Zehdenick geboren.                                                                              |

## Verlegungen
- 30. September 2006: Bahnhofstraße 40, Berliner Straße 8 und 38
- 10. Juni 2013: Berliner Straße 53